# Fuad Schihab

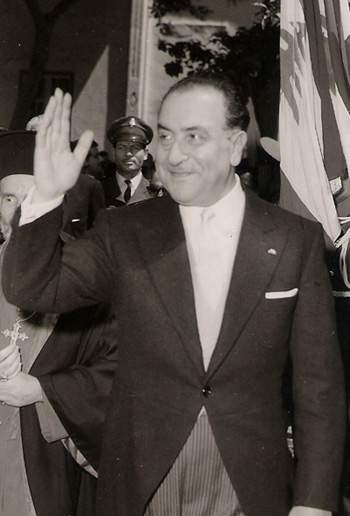
Fuad Schihab (1961)

Fuad Schihab (französisch Fouad Chéhab; arabisch فؤاد شهاب, DMG Fuʾād Šihāb; geboren am 19. März 1902 in Ghazir; gestorben am 25. April 1973 in Beirut) war Präsident des Libanon von 1958 bis 1964, und vorher General der Troupes Spéciales du Levant (libanesische Freiwilligenverbände auf alliierter Seite im Zweiten Weltkrieg) und von 1944 bis 1958 Oberbefehlshaber der libanesischen Armee. Nach ihm ist die zeitweilig sehr erfolgreiche, den Libanon stabilisierende Politik des Schihabismus benannt, die aber von ihren Gegnern untergraben und beendet wurde.

## Leben

### Herkunft, Kommandeur der libanesischen alliierten Truppen im Zweiten Weltkrieg (1902–1944)

Flagge der Schihabs

Fuad Schihab wurde 1902 in eine maronitische Familie aristokratischer Herkunft geboren und verbrachte seine frühe Kindheit in Ghazir, danach in Jounieh. Die Vorfahren waren die berühmten Emire des Libanon zu Beginn des 19. Jahrhunderts, ein Teil der Schihab-Dynastie war damals vom drusischen Glauben zum Christentum übergetreten. Die drusischen Schihabs waren im 10. Jahrhundert in den Libanon aus dem Hedschas eingewandert, und ursprünglich als Angehörige des Stammes der Koreischiten (aus der der Prophet Mohammed stammt) praktizierende sunnitische Muslime.
Sein Vater Abdallah Schihab wanderte 1907 in die USA aus und blieb danach bald ohne Nachricht von seinem Aufenthaltsort. Es wird vermutet, dass er bereits auf der Überfahrt starb. Seine Mutter Badia Schihab stammte aus dem Familienverbund der Hobeiche und Khazen. Er hatte zwei Brüder und besuchte die Schule der Maristen-Schulbrüder in Jounieh, wo er die französische Sprache erlernte. 1916 musste er mit 14 Jahren die Schule verlassen und arbeitete am Gericht von Jounieh. Die Familie Hobeiche war zwar landbesitzend, verfügte aber nur über geringe finanzielle Mittel.
1919 entschied sich Schihab für die militärische Laufbahn. Er besuchte von Dezember 1921 bis ins Jahr 1923 die neu gegründete Académie militaire de Damas und machte innerhalb der ab 1930 im französischen Mandatsgebiet gebildeten Troupes Spéciales du Levant, libanesischen und syrischen Hilfstruppen der französischen Armee, rasch Karriere. Er ging für seine weitere militärische Ausbildung nach Frankreich und heiratete am 27. Dezember 1926 Rose Renée Boittiaux (1904–1992). Anfang der 1930er Jahre lernte er General Charles de Gaulle kennen, als dieser eine Zeit lang als militärischer Ausbilder in Beirut tätig war.
Während des Zweiten Weltkrieges befehligte Schihab die Troupes, die bereits ab 1942 einen wichtigen Teil der freifranzösischen Armee bildeten, und aus insgesamt 22.000 Mann Freiwilligen aus dem Libanon und Syrien bestanden (damit stellten sie 1942 über 20 % des gesamten Truppenbestandes der freifranzösischen Armee (ca. 100.000 Mann)). Troupes gehörten zu den freifranzösischen Verbänden in der Schlacht von Bir Hakeim gegen das Deutsche Afrikakorps. Im Zuge der Vorbereitungen der Invasion der Normandie 1944 stellten Schihabs Troupes Ersatzverbände bei der Schlacht um Monte Cassino, so dass andere alliierte Truppenverbände aus Italien abgezogen und von England aus französisches Territorium befreien konnten.

### Kommandeur der libanesischen Armee 1944–1958
Ab 1944 war Schihab erster Oberbefehlshaber der neugebildeten libanesischen Armee. 1952 verweigerte er den Einsatz der Armee gegen einen Aufstand, der Präsident Béchara el-Khoury zum Rücktritt zwang. General Schihab wurde zum Interims-Premierminister ernannt, der vier Tage später die Wahl eines neuen Präsidenten, Camille Chamoun, ermöglichte.
Auch während des kurzen ersten libanesischen Bürgerkrieges von 1958, bei dem christliche und muslimische Milizen darum kämpften, ob der Libanon unabhängig bleiben oder ein Teil der Nasserschen Vereinigten Arabischen Republik werden sollte, verhielt sich die Armee unter Schihabs Kommando neutral und verhinderte die Einnahme strategischer Positionen wie Flughafen und Regierungsgebäude durch die Bürgerkriegsparteien.

### Präsidentschaft 1958–1964
Zur Niederschlagung des Aufstandes hatte Präsident Chamoun amerikanische Unterstützung angefordert. US-Präsident Dwight D. Eisenhower (der 1943 bis 1944 mit Schihabs Freiwilligentruppen in Nordafrika und Süditalien operiert hatte) schickte das Marine Corps. Nasser war ein Verbündeter der Sowjetunion, nach Washingtons Auffassung war der Aufstand ein Versuch, den prowestlichen Libanon dem kommunistischen Machtbereich einzuverleiben, somit war gemäß der Eisenhower-Doktrin eine militärische Intervention geboten. Die Marines brachten die Lage relativ schnell unter Kontrolle.
Nach dem Ende der Kämpfe hatte Washington ein Interesse, eine starke, prowestliche, aber von den Muslimen als Führungsfigur anerkannte Persönlichkeit an die Spitze des Libanon zu bekommen. Fuad Schihab wurde der Kompromisskandidat und wurde mit großer Mehrheit vom libanesischen Parlament gewählt. Bei seiner Amtseinführung erklärte er „Die Revolution hat keine Gewinner und keine Verlierer“.
Schihab bot 1960 seinen Rücktritt an, nach nur zwei Jahren seiner 6-jährigen Amtszeit, wurde aber von einflussreichen Politikern im Parlament überredet, die Amtszeit bis zum Ende 1964 zu bestreiten. Nachdem 1961 zum wiederholten Male ein Putschversuch der pro-syrischen „National-Sozialistischen Partei“ PSNS niedergeschlagen werden musste, baute Schihab das sogenannte „Deuxieme Bureau“ (der Inlandsgeheimdienst) aus, was ihm wiederum Anfeindungen sowohl von der politischen Linken um Kamal Dschumblat als auch von der „Kata’ib“ (Falange)-Partei von Pierre Gemayel einbrachte, die ihm beide vorwarfen, ein Militärregime im Libanon errichten zu wollen.
Insgesamt war die Periode 1958–1964, die von der Politik des „Schihabismus“ geprägt war, eine der erfolgreichsten Phasen der libanesischen Geschichte nach der Unabhängigkeit, sowohl in wirtschaftlicher als auch politischer Hinsicht.

### Leben ab 1964, politische Wirkung im Libanon
1964 widersetzte sich Schihab einer Verfassungsänderung, die ihm eine zweite Amtszeit ermöglicht hätte, und überließ das Amt seinem politischen Freund und Weggefährten, dem Schriftsteller und Philosophen Charles Helou. 1970 lehnte Schihab die Präsidentschaft erneut ab und erklärte den Libanon quasi für reformunfähig, zu tief in die alten feudalen Strukturen verstrickt, um einen effizienten modernen Staat zu schaffen. Er unterstützte die Kandidatur des Technokraten Elias Sarkis, eines Finanz- und Wirtschaftsexperten, der aber gegen den za'im (Stammesoberhaupt) des den libanesischen Norden beherrschenden maronitischen Frangie-Clans Suleiman Frangieh verlor. Der pro-syrische Frangieh baute umgehend die von Schihab aufgebauten internen Sicherheitsorgane wieder ab, was neben dem Kairoer Abkommen, das zwei Jahre zuvor den palästinensischen Milizen ungehinderte Operationsfreiheit im Süd-Libanon ermöglicht hatte, der politischen Stabilität des Libanon einen tödlichen Stoß versetzte. Ab 1973 wurde die PLO eine relevante militärische Kraft im Libanon, 1975 brach der Bürgerkrieg aus, der 15 Jahre dauern sollte.
Fuad Schihab erlebte den Beginn des Krieges nicht mehr mit, er starb am 25. April 1973, fast genau zwei Jahre vorher, in Beirut. Er wurde 71 Jahre alt.

### Politisches Erbe
Sein politischer Freund Elias Sarkis konnte erst 1976 zum Präsidenten gewählt werden. Obwohl er das Wunder vollbrachte, mitten im Bürgerkrieg einen Großteil der staatlichen Institutionen intakt und die Währung stabil zu halten (der libanesische Pfund verlor erst massiv an Wert nach dem Ende seiner Amtszeit 1982), gelang es ihm nicht mehr, die Macht von den inzwischen das Land beherrschenden verschiedenen Milizen und ausländischen Besatzungstruppen zurückzuerlangen.
General Michel Aoun, der in den 1980er-Jahren die libanesische Armee neu organisierte und 1988, wie 1952 Schihab, zum Interims-Premierminister ernannt wurde und dieses Amt bis 1990 wahrnahm, ohne von den pro-syrischen Parteien anerkannt zu werden, die (für die einzige Zeit des Bürgerkrieges) eine Gegenregierung bildeten, und nach dem Abzug der Syrer 2005 nach 15-jährigem Exil zurückkehrte, wird von vielen Libanesen als neuer Fuad Schihab gesehen. Sicherlich haben beide viel gemeinsam, etwa die Popularität bei der Bevölkerung beider Religionsgruppen. Allerdings hat Schihab während der Krisen von 1958 und 1961 wesentlich mehr Augenmaß und ein realistisches Gefühl für die eigenen Kräfte und Möglichkeiten bewiesen, als Aoun während des anti-syrischen „Befreiungskrieges“ von 1988 bis 1990.
Im Jahre 1997 wurde von verschiedenen Persönlichkeiten aus Politik und öffentlichem Leben die Fuad-Schihab-Stiftung gegründet, die sich der Pflege des politischen Erbes des Staatsmannes verpflichtet fühlt, dessen Ideen in einer Phase der Unsicherheit neue Bedeutung gewonnen haben. Nach dem Ende des Kalten Krieges 1990, der zugleich das Ende des libanesischen Bürgerkrieges bedeutete, während dessen die Libanesen 15 Jahre lang die Rechnung präsentiert bekommen haben, dass sie nicht auf die Warnungen von Schihab in den sechziger Jahren gehört hatten, sah es zunächst nach einer friedlichen, prosperierenden Zukunft für den Libanon in einem befriedeten Nahen Osten aus, in der der Zedernstaat wieder an die „Glanzzeit“ während der Präsidentschaft Schihabs zwischen 1958 und 1964 anknüpfen konnte. Leider hat sich diese Illusion spätestens mit der Ermordung von Ministerpräsident Hariri und den massiven israelischen Militärangriffen von 1996 und 2006 zerschlagen. Diese Gewaltexzesse, denen tausende von libanesischen Zivilisten zum Opfer gefallen sind, haben dem Libanon unmissverständlich demonstriert, dass er auch im neuen Konflikt zwischen westlichem Hegemoniestreben und islamistischer Opposition im Nahen Osten wieder passiver Kriegsschauplatz geworden ist, weil es erneut nicht gelungen ist, wie von General Schihab seit den fünfziger Jahren immer wieder gebetsmühlenartig gefordert, die antagonistischen Kräfte im Lande einer geordneten und rechtsstaatlichen Staatsgewalt unterzuordnen.